# Amorfă arbustivă
Amorfa arbustivă (Amorpha fruticosa L.) este un arbust alohton invaziv, originar din sud-vestul Americii de Nord. A fost aclimatizată în Europa ca arbust ornamental, constatându-se în timp caracterul său invazi-agresiv.

## Descriere
Amorfa arbustivă face parte din genul Amorpha (salcâm mic, salcâm pitic). Are frunze prevăzute cu stipele imparipenat-compuse. Arbustul crește în tufe cu înălțimea medie de 1 metru, dar exemplarele vârstnice trec de 3 metri.

## Utilizare
Amorfa a fost utilizată pentru consolidarea taluzărilor și a pantelor instabile, pentru realizarea gardurilor vii și a perdelelor de protecție contra vânturilor, în asociere cu specii de arbori. Nu prezintă pretenții în ceea ce privește solul, crește pe terenuri degradate, foarte sărace, uscate și pe nisipuri.
Semințele amorfei sunt foarte apreciate de unele specii avicole, cum este fazanul.
Planta produce nuiele relativ drepte și destul de lungi, dar puțin flexibile, ceea ce le face improprii folosirii pentru împletirea coșurilor. Totuși ingeniozitatea oamenilor din zonele invadate le-a găsit o utilizare în confecționarea scheletului coroanelor funerare.

## Efecte asupra mediului
În timp s-au constatat efecte negative asupra mediului, prin concurența făcută speciilor autohtone, ceea ce a condus chiar la eliminarea unora dintre acestea pe arealele afectate.
Îndepărtarea tufărișului de amorfă din habitatele naturale invadate, în scopul regenerării acestora, este deosebit de dificilă, din cauza prolificității deosebite a speciei, presupunând, de asemenea, resurse financiare foarte mari.